# Селфос
Вижте пояснителната страница за други значения на Селфос.
Селфос (исландски: Selfoss, в превод Рудния водопад) е град в община Орборг, която се намира в регион Судурланд (Suðurland - Южна земя) в Исландия. С общ брой на населението от 6934 души (към 2016 г.) Селфос е най-голямото населено място в община Орборг и най-големият град в Южна Исландия. Селфос е и важен търговски център.
Градът се намира между Хварагерди и Хела на река Йолфуса. Едва на три километра разстояние се намира вулканът Ингоулфсфял. Селфос е изходна точка за излети към други места в цялата Южна Исландия като например Тингветлир или Хекла.